# Do It to It
Do It to It è un singolo del girl group statunitense Cherish, pubblicato il 21 marzo 2006 come primo estratto dal primo album in studio Unappreciated. 
Il brano vede la partecipazione del rapper Sean Paul del gruppo YoungBloodZ.

## Tracce
Download digitale
1. Do It to It (main radio version) – 3:44
2. Do It to It (edited rap remix) – 4:10

## Classifiche
| Classifica (2006-07) | Posizione massima |
| -------------------- | ----------------- |
| Australia            | 67                |
| Belgio (Fiandre)     | 65                |
| Belgio (Vallonia)    | 66                |
| Francia              | 48                |
| Germania             | 87                |
| Irlanda              | 29                |
| Nuova Zelanda        | 3                 |
| Paesi Bassi          | 89                |
| Regno Unito          | 30                |
| Stati Uniti          | 12                |
| Svezia               | 58                |
| Svizzera             | 79                |

## Remix
Una versione remix realizzata dal disc jockey statunitense Acraze è stata pubblicata il 20 agosto 2021.

### Tracce
1. Do It to It (feat. Cherish) – 2:47

### Classifiche

#### Classifiche settimanali
| Classifica (2021-22) | Posizione massima |
| -------------------- | ----------------- |
| Australia            | 6                 |
| Austria              | 9                 |
| Belgio (Fiandre)     | 5                 |
| Belgio (Vallonia)    | 6                 |
| Canada               | 33                |
| Croazia              | 47                |
| Danimarca            | 25                |
| Finlandia            | 18                |
| Francia              | 28                |
| Germania             | 3                 |
| Grecia               | 6                 |
| Irlanda              | 3                 |
| Islanda              | 13                |
| Italia               | 20                |
| Lituania             | 5                 |
| Lussemburgo          | 13                |
| Norvegia             | 29                |
| Nuova Zelanda        | 18                |
| Paesi Bassi          | 1                 |
| Paraguay             | 137               |
| Perù                 | 181               |
| Polonia              | 27                |
| Portogallo           | 11                |
| Regno Unito          | 9                 |
| Repubblica Ceca      | 30                |
| Romania              | 10                |
| Russia               | 33                |
| Slovacchia           | 17                |
| Spagna               | 34                |
| Stati Uniti          | 65                |
| Sudafrica            | 51                |
| Svezia               | 34                |
| Svizzera             | 7                 |
| Ungheria             | 14                |

#### Classifiche di fine anno
| Classifica (2021) | Posizione |
| ----------------- | --------- |
| Paesi Bassi       | 66        |
| Ungheria          | 75        |
| Classifica (2022) | Posizione |
| Australia         | 36        |
| Austria           | 22        |
| Belgio (Fiandre)  | 39        |
| Belgio (Vallonia) | 35        |
| Canada            | 76        |
| Francia           | 145       |
| Germania          | 20        |
| Islanda           | 52        |
| Lituania          | 54        |
| Nuova Zelanda     | 45        |
| Paesi Bassi       | 33        |
| Regno Unito       | 82        |
| Svizzera          | 23        |
| Ungheria          | 60        |